# Średnik (dopływ Przednika)
Średnik (840–940 m n.p.m.) – potok w południowo-zachodniej Polsce w Górach Bialskich w Sudetach Wschodnich.
Potok, dopływ Przednika, długości 1,7 km wypływa na wschodnim zboczu wzniesienia Jawornik Kobyliczny a ujście ma na południowo-wschodnim zboczu wzniesienia Gołogrzbiet.

## Szlaki turystyczne
Powyżej źródeł biegnie szlak turystyczny:
- żółty  Stronie Śląskie - Bielice[1].